# 3469 Bulgakov
3469 Bulgakov este un asteroid din centura principală, descoperit pe 21 octombrie 1982 de Liudmila Karacikina.